# Foulum
Foulum est une ville du Danemark, dans la région du Jutland-Central, établie en 1761.

## Économie
- DCA - Danish Centre pour la nourriture et l'Agriculture
- Agro Business Park

- Centre de données Apple[1] : le 23 février 2015, il a été annoncé que le géant de l'informatique Apple construirait l'un des plus grands centres de données au monde , à Foulum , où il existe un large accès à l'électricité à partir de Tele Transformer Station, alimentée directement par des centrales hydroélectriques en Norvège. . La première partie du centre devrait être prête en 2017 et son agrandissement complet en 2026. Au total, le centre devrait occuper 166 000 pieds carrés et employer 300 personnes et fonctionnerait grasse aux énergies renouvelables.